# Anisosepalum humbertii
Anisosepalum humbertii är en akantusväxtart. Anisosepalum humbertii ingår i släktet Anisosepalum och familjen akantusväxter.

## Underarter
Arten delas in i följande underarter:
- A. h. humbertii
- A. h. zambiense